# 土石坝
土石坝是用土、砂、石头建造的宽坝，断面一般为梯形。因为底部承受的水压比顶部的大的多，所以底部较顶部宽。由于物料较松散，水会慢慢渗入堤坝，降低堤坝的坚固程度。因此，会在堤坝表面加上一层防水的黏土；或在坝体内修筑透水性更小的防渗层（黏土、混凝土或沥青混凝土等材质防渗层，有心墙和斜墙两种类型）；或设计一些通道，让一部分的水流走。

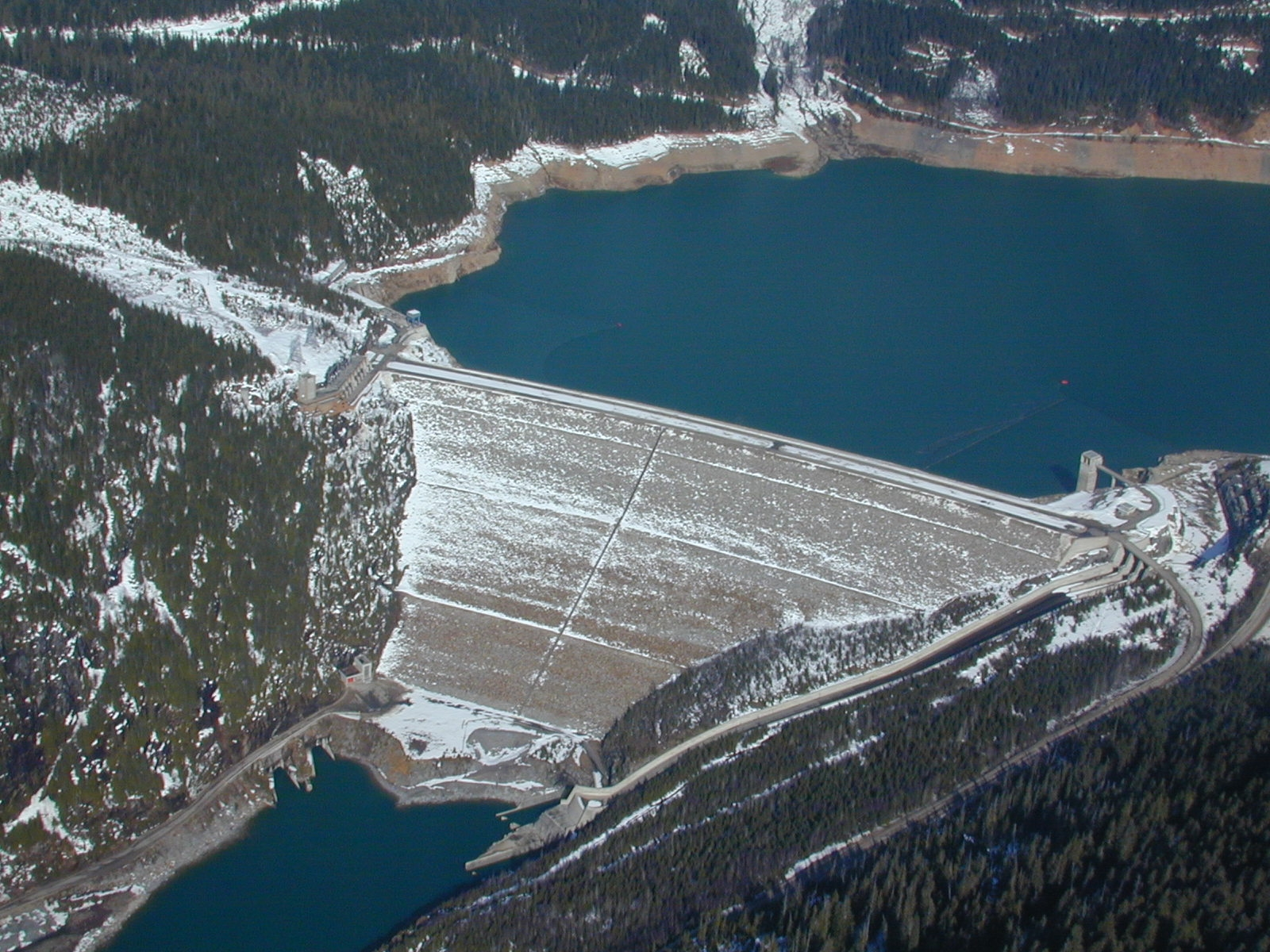
加拿大Mica Dam

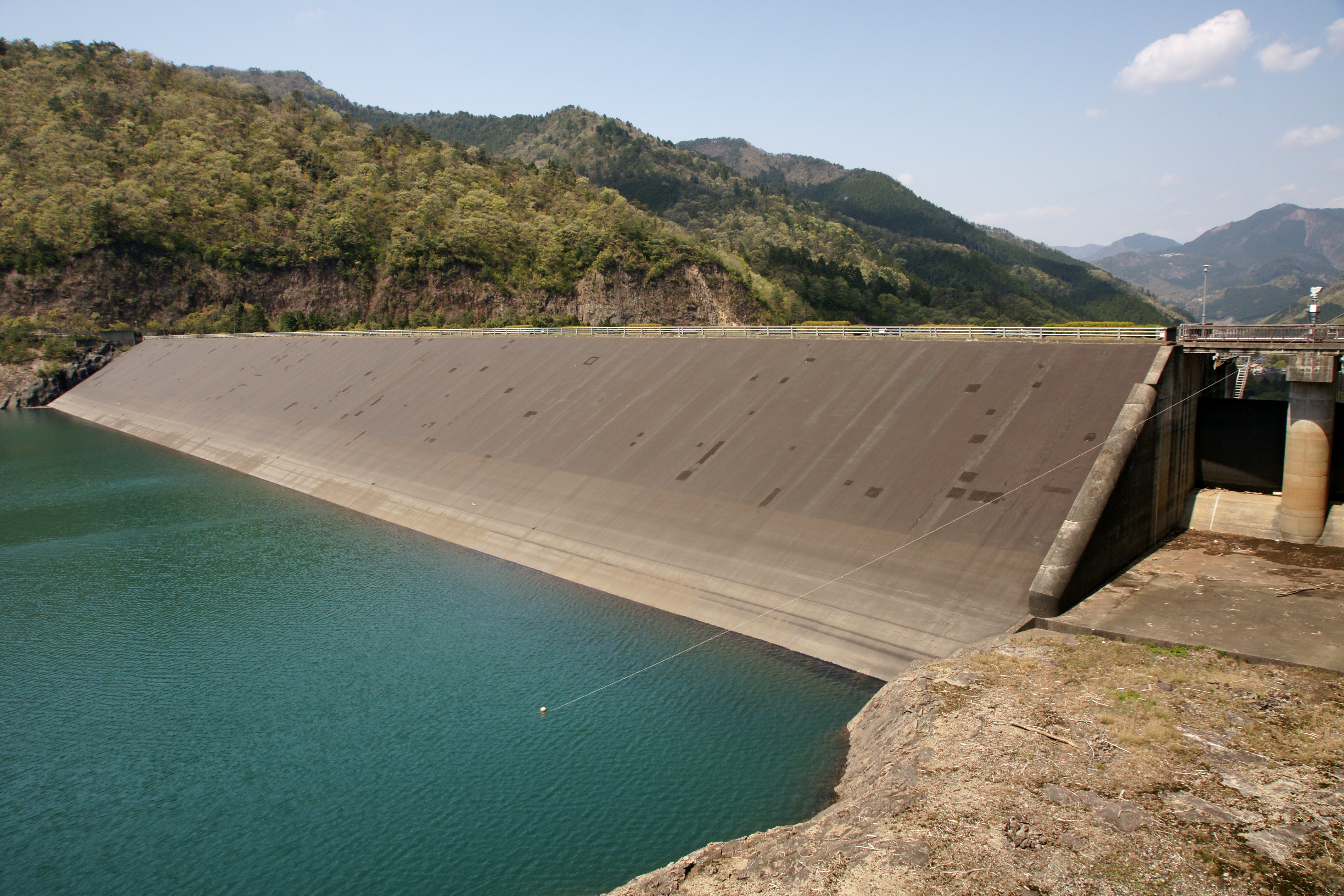
日本多多良木坝

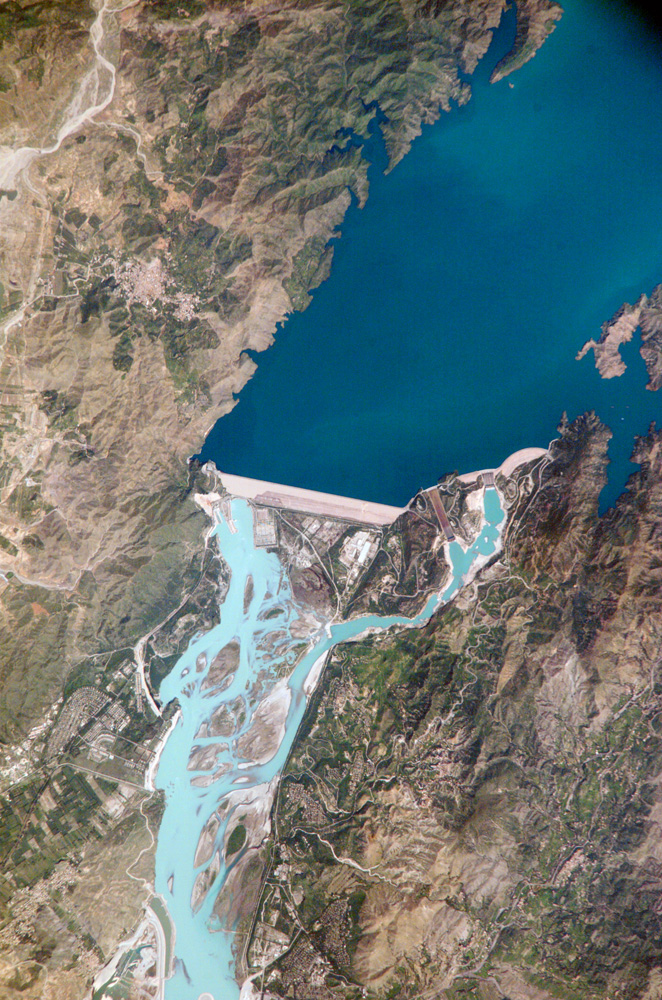
巴控克什米尔塔貝拉壩

土石坝可分为土坝（earth-fill dam）与堆石坝（rock-fill dam）两类。适合建在宽谷的基岩或软土地基上。
由于土石坝庞大的自重与蓄水压应力，需要严格计算其地基设计与处理。
对于土石坝如果洪水漫坝，将造成溃坝。因此土石坝必须具有处理500年最大可能洪水的泄洪能力。